# Ribadesella CF
Ribadesella CF is een Spaanse voetbalclub uit Ribadesella die uitkomt in de Primera Regional. De club werd in 1949 opgericht en speelt haar thuiswedstrijden in het Estadio Oreyana.